# Eigentliche Paradiesvögel
Die Eigentlichen Paradiesvögel (Paradisaeinae) sind eine Unterfamilie der Paradiesvögel (Paradisaeidae) und zählen damit zu den Sperlingsvögeln (Passeriformes). Die 36 Arten dieser Unterfamilie, die in elf Gattungen unterteilt werden, kommen schwerpunktmäßig in Neuguinea sowie angrenzenden Inseln und Inselgruppen vor. Bei vielen Arten haben die Männchen ein farbenprächtiges Gefieder mit teils intensiv glänzenden Partien und einem verlängerten mittleren Steuerfederpaar. Anders als bei den Arten der Phonygamminae, der zweiten Unterfamilie der Paradiesvögel, sind die Arten dieser Unterfamilie polygyn, das heißt, das Männchen paart sich mit möglichst vielen Weibchen. Die Weibchen ziehen den Nachwuchs alleine groß. Die Männchen haben eine zum Teil sehr auffällige Balz, bei der die verlängerten Federn des Schwanzgefieders, der Brust oder der Körperseiten eine Rolle spielen. Der Geschlechtsdimorphismus ist in der Regel stark ausgeprägt. Lediglich bei den beiden Paradigalla-Arten ist er auf einen Größenunterschied zwischen Männchen und Weibchen begrenzt. 
Die meisten Arten der Paradiesvögel werden als nicht gefährdet eingestuft. Die am stärksten gefährdeten Arten, nämlich Blauparadiesvogel, Breitschwanz-Paradieshopf und der Lavendelparadiesvogel, gehören zur Unterfamilie der Eigentlichen Paradiesvögel. Sie werden von der IUCN als gefährdet (vulnerable) eingestuft.

## Merkmale
Alle Arten haben zehn Armschwingen und 12 Steuerfedern. Bei der überwiegenden Zahl finden sich außerdem an der Schnabelbasis kleine, nach vorne gerichtete Federn, die die Nasenlöcher bedecken. Die kleinste Art der Eigentlichen Paradiesvögel ist der Königs-Paradiesvogel, bei dem die adulten Weibchen häufig lediglich 38 Gramm wiegen und die Männchen ohne das verlängerte mittlere Steuerfederpaar eine Körperlänge von 16 Zentimeter erreichen. Der Breitschwanz-Paradieshopf als die größte Art erreicht mit seinem stark verlängerten Schwanzgefieder, seinem vergleichsweise langem Hals und Schnabel eine Körperlänge von mehr als einem Meter. Sie wiegen trotz dieser Körpergröße durchschnittlich nur 227 Gramm.
Bei vielen Arten weisen die Männchen stark modifizierte Federn auf, die in der Balz eine Rolle spielen. Auffällig sind dabei insbesondere die bei einer Reihe von Arten stark verlängerten Flankenfedern, das stark verlängerte und häufig drahtförmig endende mittlere Steuerfederpaar und die stark irisierenden Federn an Brust und Kopf. Letztere schimmern abhängig vom Lichteinfall in einem Farbenspektrum von Grün, Blaugrün bis Magenta. Zumindest bei einer Art, nämlich dem Fadenhopf findet sich auch ein Gelbton, der von seiner Ernährung beeinflusst ist. Bei den in Museen aufbewahrten Typusexemplare dieser Art weist das Flankengefieder nicht mehr diesen intensiven Gelbton auf. Es verblasst nach dem Tod des Vogels sofort zu einem weißlichen Ton. Das Artepitheton melanoleuca weist darauf hin. Es bedeutet schwarz und weiß.
Zusätzlich zu dem Schmuckgefieder sind häufig auch die Beine, die Augen, die unbefiederten Kopfpartien sowie das Schnabelinnere auffällig bunt gefärbt. Die auffällig gelben und sich wachsartig anfühlenden Gesichtslappen bei den Paradigma-Arten findet sich bei beiden Geschlechtern und selbst die Nestlinge weisen diese bereits auf.  Gleiches gilt für die abweichende Färbung des Schnabelinneren, die sich unter anderem bei Arten der Reifelvögel, allen Arten der Gattung Epimachus und beim Pracht-Kragenparadiesvogel finden. Bei den ausgewachsenen Männchen ist die Färbung jedoch leuchtender. Beim Wimpelträger ist das Schnabelinnere leuchtend Aquamaringrün und wird bei der Balz dem Weibchen präsentiert. Die Irisfärbung der einzelnen Arten ist sehr unterschiedlich und ändert sich bei Arten wie dem Prachtparadiesvogel mit zunehmenden Lebensalter. In der Regel haben beide Geschlechter jedoch die gleiche Irisfarbe. Lediglich beim Breitschwanz-Paradieshopf haben die Männchen eine rote Iris, während die Weibchen eine braune haben. Der Schnabel ist bei der überwiegenden Anzahl der Arten schwarz. Zu den Ausnahmen zählen die Sichelschwänze, der Fadenhopfs und der Bänderparadiesvogel und die meisten Arten, die zur Gattung der Eigentlichen Paradiesvögel zählen.

## Verbreitungsgebiet und Lebensraum

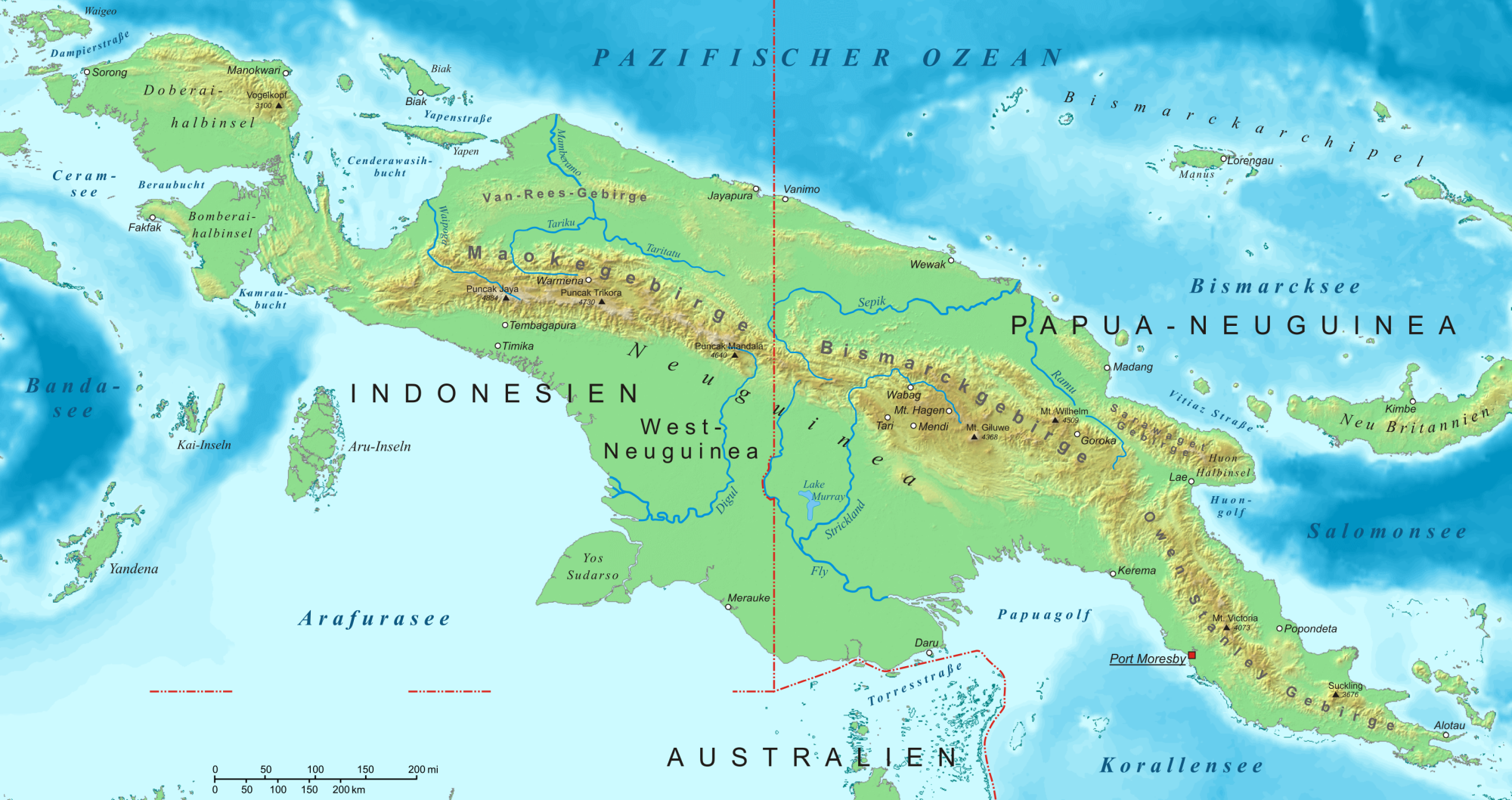
Neuguinea, Verbreitungsschwerpunkt der Unterfamilie

Eigentliche Paradiesvögel sind in ihrer Verbreitung auf Australasien begrenzt. Die Mehrzahl der Arten ist auf Neuguinea und unmittelbar an die Küsten Neuguineas angrenzenden Inseln verbreitet. Einige wenige Arten wie der Lavendelparadiesvogel sind Insel-Endemiten. Zur Avifauna Australiens gehören lediglich drei Arten: Dort kommen der Viktoria-, der Pracht- und der Schild-Paradiesvogel vor. Sie gehören zu den Paradiesvögeln, deren Lebensweise gut erforscht ist.
Die Verbreitungsgebiete der einzelnen Arten sind häufig klein und gelegentlich auf einzelne Gebirgszüge begrenzt. Ein Beispiel für eine Art mit einem solch kleinen Verbreitungsgebiet ist die Langschwanz-Paradigalla. Sie kommt nur im Arfakgebirge im Nordosten der neuguinesischen Halbinsel Vogelkop vor. Es gibt eine weitere Paradigalla-Population im Fakfakgebirge auf der Fakfakhalbinsel am westlichen Südende der Insel Neuguinea, die früher dieser Art zugeordnet wurde. Mittlerweile wird für diese Population jedoch vermutet, dass es sich um eine bislang nicht wissenschaftlich beschriebene, nur auf dieses Gebirge begrenzte Art der Gattung Paradigalla handelt.
Anders als bei den meisten Familien der Sperlingsvögel kommen die Arten nicht in einer großen Bandbreite von Habitaten vor, sondern sind in ihrem Lebensraum auf Regenwälder und ähnliche dichte Vegetationstypen begrenzt. Dies gilt auch für die drei in Australien vorkommenden Arten, wo die vorherrschenden Lebensräume lichte Waldgebiete, Savannen und Wüsten sind.

## Lebensweise
Eigentliche Paradiesvögel halten sich überwiegend in den Baumkronen auf und fressen Früchte und Wirbellose. Der Anteil, der die beiden Nahrungsbestandteile bei der Deckung des Nahrungsbedarfes hat, schwankt von Art zu Art, bei den meisten Arten dominieren jedoch Früchte. Einige Arten haben lange, etwas gebogene Schnäbel, die geschickt eingesetzt werden, um Palmkronen, Astlöcher und Baumrinde nach Wirbellosen zu untersuchen. 
Die Männchen sind polygyn, das heißt, sie paaren sich mit einer möglichst großen Anzahl von Weibchen. Die Partner gehen nach der Paarung keine eheähnliche Gemeinschaft ein, sondern trennen sich danach sofort wieder. Die Weibchen bauen alleine das Nest und ziehen alleine den Nachwuchs groß.

## Gattungen und Arten

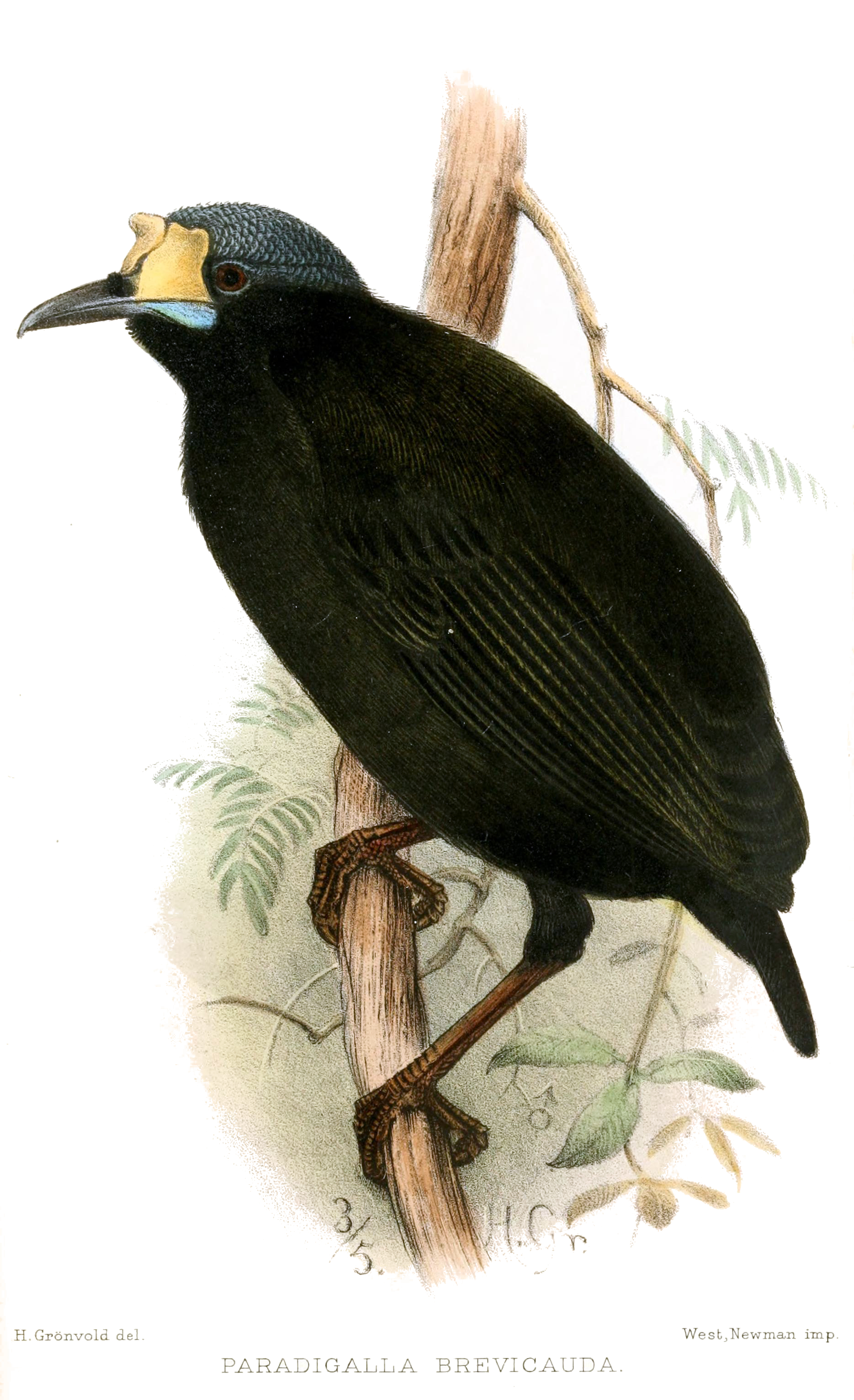
Kurzschwanz-Paradigalla (Paradigalla brevicauda)

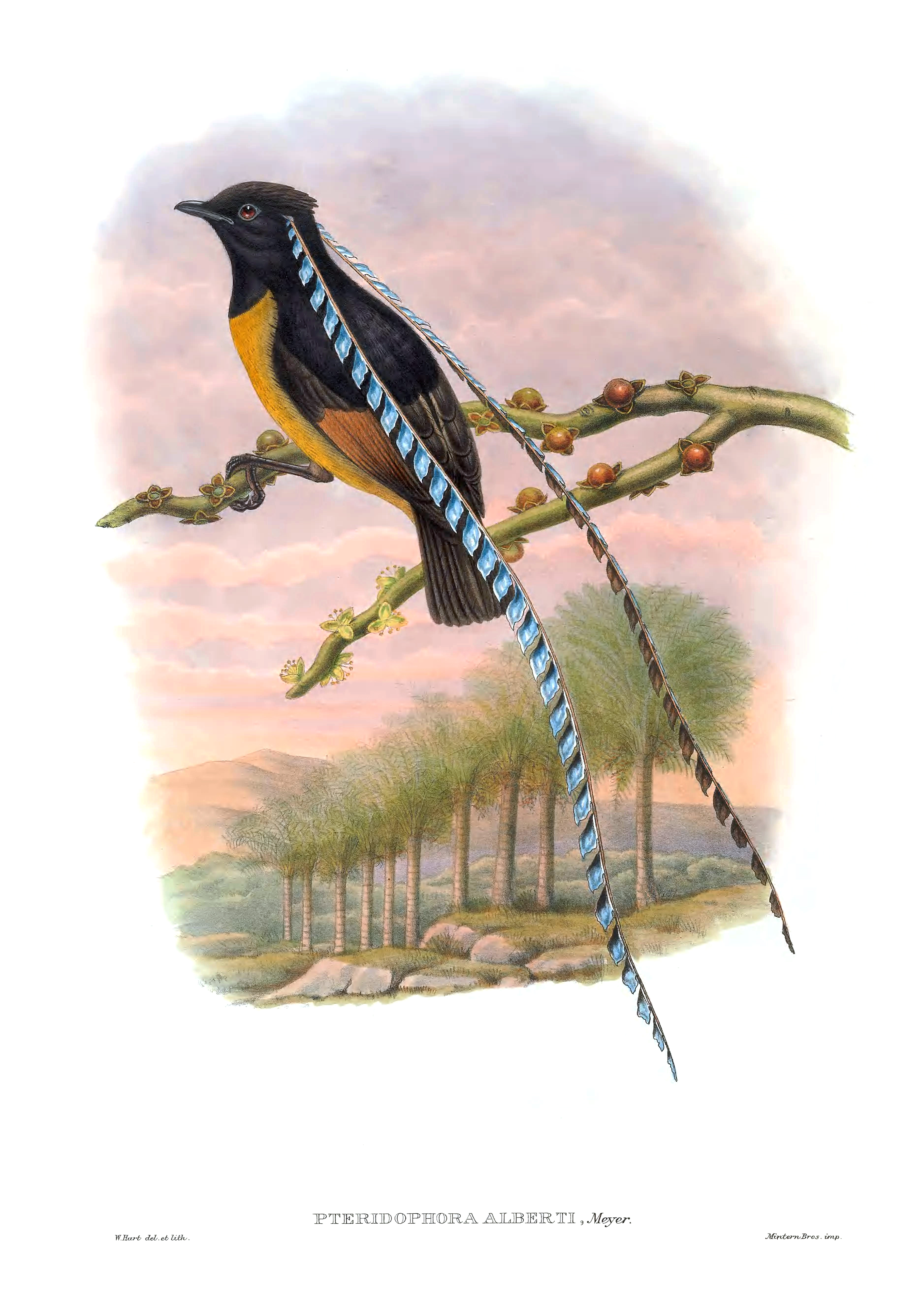
Wimpelträger

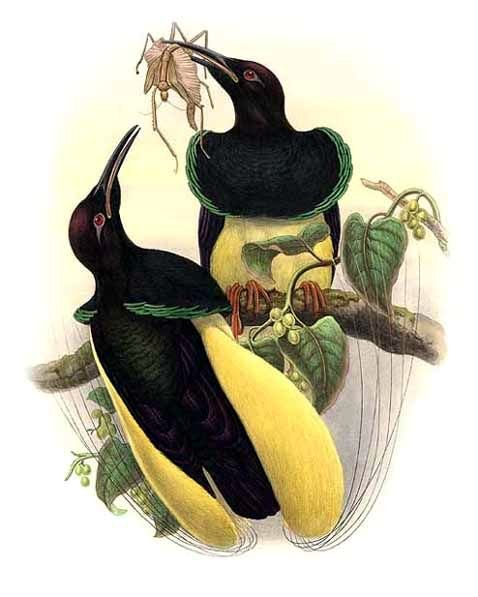
Fadenhopf

Die folgenden Arten gehören zur Unterfamilie der Eigentlichen Paradiesvögel:
- Paradieselstern (Astrapia) – 5 Arten
  - Schmalschwanz-Paradieselster (Astrapia mayeri)
  - Schwarzkehl-Paradieselster (Astrapia nigra)
  - Rothschild-Paradieselster (Astrapia rothschildii)
  - Pracht-Paradieselster (Astrapia splendidissima)
  - Stephanie-Paradieselster (Astrapia stephaniae)
- Sichelschwänze (Cicinnurus) – 3 Arten
  - Königs-Paradiesvogel (Cicinnurus regius)
  - Sichelschwanz-Paradiesvogel (Cicinnurus magnificus)
  - Nacktkopf-Paradiesvogel (Cicinnurus respublica)
- Drepanornis – 2 Arten
  - Gelbschwanz-Paradieshopf (Drepanornis albertisi)
  - Braunschwanz-Paradieshopf (Drepanornis bruijnii)
- Epimachus – 2 Arten
  - Breitschwanz-Paradieshopf (Epimachus fastosus)
  - Schmalschwanz-Paradieshopf (Epimachus meyeri)
- Lophorina – 5 Art
  - Pracht-Kragenparadiesvogel (Lophorina superba)
  - Papuaparadiesvogel (Lophorina intercedens, Syn.: Ptiloris intercedens)
  - Prachtparadiesvogel (Lophorina magnificus, Syn.: Ptiloris magnificus)
  - Schild-Paradiesvogel (Lophorina paradiseus, Syn.: Ptiloris paradiseus)
  - Viktoria-Paradiesvogel (Lophorina victoriae, Syn.: Ptiloris victoriae)
- Paradigalla – 2 Arten
  - Kurzschwanz-Paradigalla (Paradigalla brevicauda)
  - Langschwanz-Paradigalla (Paradigalla carunculata)
- Eigentliche Paradiesvögel (Paradisaea) - 7 Arten
  - Großparadiesvogel (Paradisaea apoda)
  - Lavendelparadiesvogel (Paradisaea decora)
  - Kaiser-Paradiesvogel (Paradisaea guilielmi)
  - Kleiner Paradiesvogel (Paradisaea minor)
  - Raggi-Paradiesvogel (Paradisaea raggiana)
  - Roter Paradiesvogel (Paradisaea rubra)
  - Blauparadiesvogel (Paradisaea rudolphi)
- Strahlenparadiesvögel (Parotia) - 5 Arten
  - Berlepschparadiesvogel (Parotia berlepschi)
  - Carola-Strahlenparadiesvogel (Parotia carolae)
  - Blaunacken-Strahlenparadiesvogel (Parotia lawesi)
  - Arfak-Strahlenparadiesvogel (Parotia sefilata)
  - Langschwanz-Strahlenparadiesvogel (Parotia wahnesi)

Der lange als eigenständige Art eingestufte Helena-Paradiesvogel gilt heute als Unterart des Blaunacken-Paradiesvogels und wird entsprechend als Parotia lawesii helenae geführt.
- Pteridophora – 1 Art
  - Wimpelträger (Pteridophora alberti)
- Seleucidis - 1 Art
  - Fadenhopf (Seleucidis melanoleucus)
- Semioptera - 1 Art
  - Bänder-Paradiesvogel (Semioptera wallacii)